# Move Your Body
«Move Your Body» es una canción eurodance, interpretada por el grupo italiano Eiffel 65. A finales del año 1999, "Move Your Body" fue lanzada por el sello Logic como el segundo sencillo de Europop, el primer álbum de estudio del grupo. Tras ello, éste se convirtió en un rotundo éxito radial y comercial alrededor del mundo, llegando a convertirse en un éxito N.º 1 en Europa en el año 2000, tras impedir alcanzar dicha posición a sencillos como "Born to Make You Happy", de la entonces joven cantante estadounidense de pop Britney Spears.

## Formatos
| CD-Maxi |                                                       |          |  |
| N.º     | Título                                                | Duración |  |
| 1.      | «Move Your Body» (DJ Gabry Ponte Original Video Edit) | 03:30    |  |
| 2.      | «Move Your Body» (DJ Gabry Ponte Speed Radio Cut)     | 03:31    |  |
| 3.      | «Move Your Body» (DJ Gabry Ponte Original Club Mix)   | 05:54    |  |
| 4.      | «Move Your Body» (Roby Molinaro Forge Edit)           | 07:03    |  |
| 5.      | «Blue (Da Ba Dee)» (Molnaro Parade German Cut)        | 02:47    |  |

| CD-sencillo |                                                       |          |  |
| N.º         | Título                                                | Duración |  |
| 1.          | «Move Your Body» (DJ Gabry Ponte Original Video Edit) | 03:30    |  |
| 2.          | «Move Your Body» (DJ Gabry Ponte Original Club Mix)   | 05:54    |  |

## Rankings de canciones y sencillos
| País/Continente   | Lista musical    | Mejor posición |
| ----------------- | ---------------- | -------------- |
| América           |                  |                |
| Canadá            | Top 50 Singles   | 4              |
| Europa            |                  |                |
| Alemania          | Top 100 Singles  | 4              |
| Austria           | Top 75 Singles   | 1              |
| Bélgica (Flandes) | Top 50 Singles   | 15             |
| Bélgica (Valonia) | Top 50 Singles   | 4              |
| Europa            | European Hot 100 | 1              |
| Finlandia         | Top 20 Singles   | 10             |
| Francia           | Top 100 Singles  | 1              |
| Irlanda           | Top 50 Singles   | 4              |
| Italia            | Top 20 Singles   | 5              |
| Noruega           | Top 20 Singles   | 20             |
| Países Bajos      | Top 100 Singles  | 19             |
| Reino Unido       | Top 75 Singles   | 3              |
| Suecia            | Top 60 Singles   | 8              |
| Suiza             | Top 100 Singles  | 2              |
| Oceanía           |                  |                |
| Australia         | Top 50 Singles   | 4              |
| Nueva Zelanda     | Top 40 Singles   | 6              |